# Reprezentacja Słowenii na Mistrzostwach Świata w Narciarstwie Klasycznym 2009
Reprezentacja Słowenii na Mistrzostwach Świata w Narciarstwie Klasycznym 2009 liczyła 16 sportowców. Najlepszym wynikiem było 9. miejsce (Petra Majdič) w biegu kobiet na 15 km.

## Medale

### Złote medale
Brak

### Srebrne medale
Brak

### Brązowe medale
Brak

## Wyniki

### Biegi narciarskie kobiet
Sprint
- Petra Majdič - 13. miejsce
- Vesna Fabjan - 17. miejsce
- Katja Višnar - 27. miejsce
- Barbara Jezeršek - 66. miejsce (odpadła w kwalifikacjach)

Sprint drużynowy
- Katja Višnar, Vesna Fabjan - nie wystartowała

Bieg na 10 km
- Petra Majdič - 15. miejsce
- Vesna Fabjan - 53. miejsce

Bieg na 15 km
- Petra Majdič - 9. miejsce
- Barbara Jezeršek - 49. miejsce

Bieg na 30 km
- Maja Benedičič - 42. miejsce
- Barbara Jezeršek - 44. miejsce

### Kombinacja norweska
Gundersen HS 134 / 10 km
- Mitja Oranič - 24. miejsce
- Gasper Berlot - 26. miejsce
- Marjan Jelenko - 38. miejsce

Start masowy (10 km + 2 serie skoków na skoczni K90)
- Mitja Oranič - 33. miejsce
- Gasper Berlot - 40. miejsce
- Marjan Jelenko - 44. miejsce

Gundersen (1 seria skoków na skoczni K90 + 10 km)
- Mitja Oranič - 32. miejsce
- Gasper Berlot - 38. miejsce
- Marjan Jelenko - 55. miejsce

### Skoki narciarskie mężczyzn
Normalna skocznia indywidualnie HS 100
- Robert Kranjec - 11. miejsce
- Robert Hrgota - 22. miejsce
- Mitja Mežnar - 31. miejsce
- Jernej Damjan - 41. miejsce

Duża skocznia indywidualnie HS 134
- Robert Kranjec - 15. miejsce
- Jernej Damjan - 37. miejsce
- Mitja Mežnar - 47. miejsce
- Robert Hrgota - odpadł w kwalifikacjach

Duża skocznia drużynowo HS 134
- Mitja Mežnar, Jernej Damjan, Robert Hrgota, Robert Kranjec - 7. miejsce

### Skoki narciarskie kobiet
Normalna skocznia indywidualnie HS 100
- Manja Pograjc - 24. miejsce
- Eva Logar - 27. miejsce
- Špela Rogelj - 30. miejsce
- Barbara Klinec - 34. miejsce